# Casba de Argel
La Casba (en árabe: قصبة‎, qaṣba, que significa ciudadela o fortaleza), es la ciudadela de Argel en Argelia y el barrio histórico que la rodea. Es un tipo único de medina, una ciudad islámica, ubicada en la costa del mar Mediterráneo.
La casba fue fundada sobre las ruinas de la antigua Icosium. Es una pequeña ciudad que, construida sobre una colina, se adentra al mar dividida en dos: la ciudad alta y la baja. Se pueden encontrar mezquitas y edificaciones del siglo XVII y, especialmente las tres grandes mezquitas de la ciudad de Argel: la mezquita de Ketchaoua (cuya edificación data de 1794) flanqueada por dos minaretes, la mezquita nueva (Djamaa el Djazaïr) (levantada en 1660 durante la regencia otomana) y la Gran Mezquita de Argel (Djamaa el Kebir), la más antigua de Argel ya que fue construida a finales del siglo XI. En la casba argelina también existen las típicas calles-laberinto.
La Casba jugó un rol central durante las luchas de independencia de Argelia (1954–1962). La Casba fue el foco de la insurgencia planeada por el Frente de Liberación Nacional (FLN) que les dio un lugar seguro para planear y ejecutar ataques contra autoridades opresoras francesas y agentes del orden público en Argelia del momento. Con el fin de contrarrestar los ataques, los franceses tuvieron que centrarse específicamente en la Casba.
Fue incorporada a la lista de Patrimonio de la Humanidad de Unesco en 1992.
Como informó Reuters en agosto de 2008, la Casba se encuentra en estado de abandono y algunas áreas corren peligro de derrumbe.

## Galería

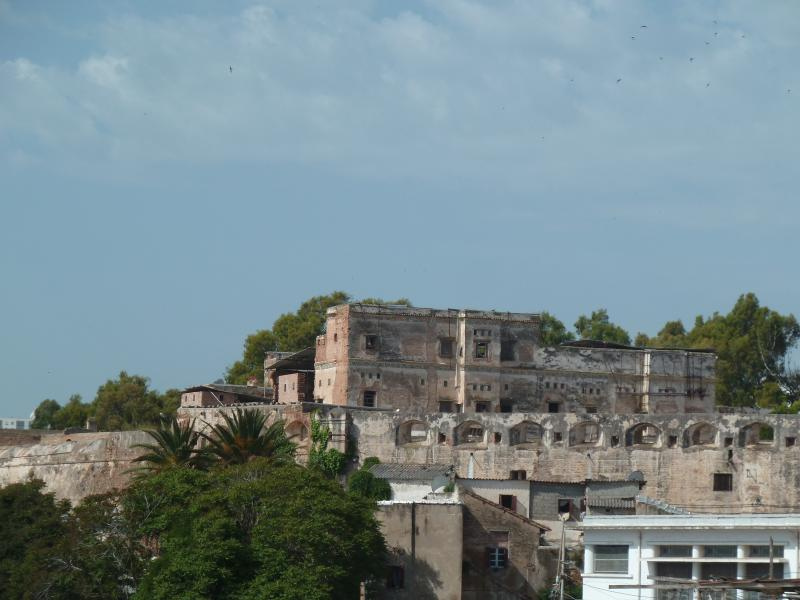
Dar Soltan
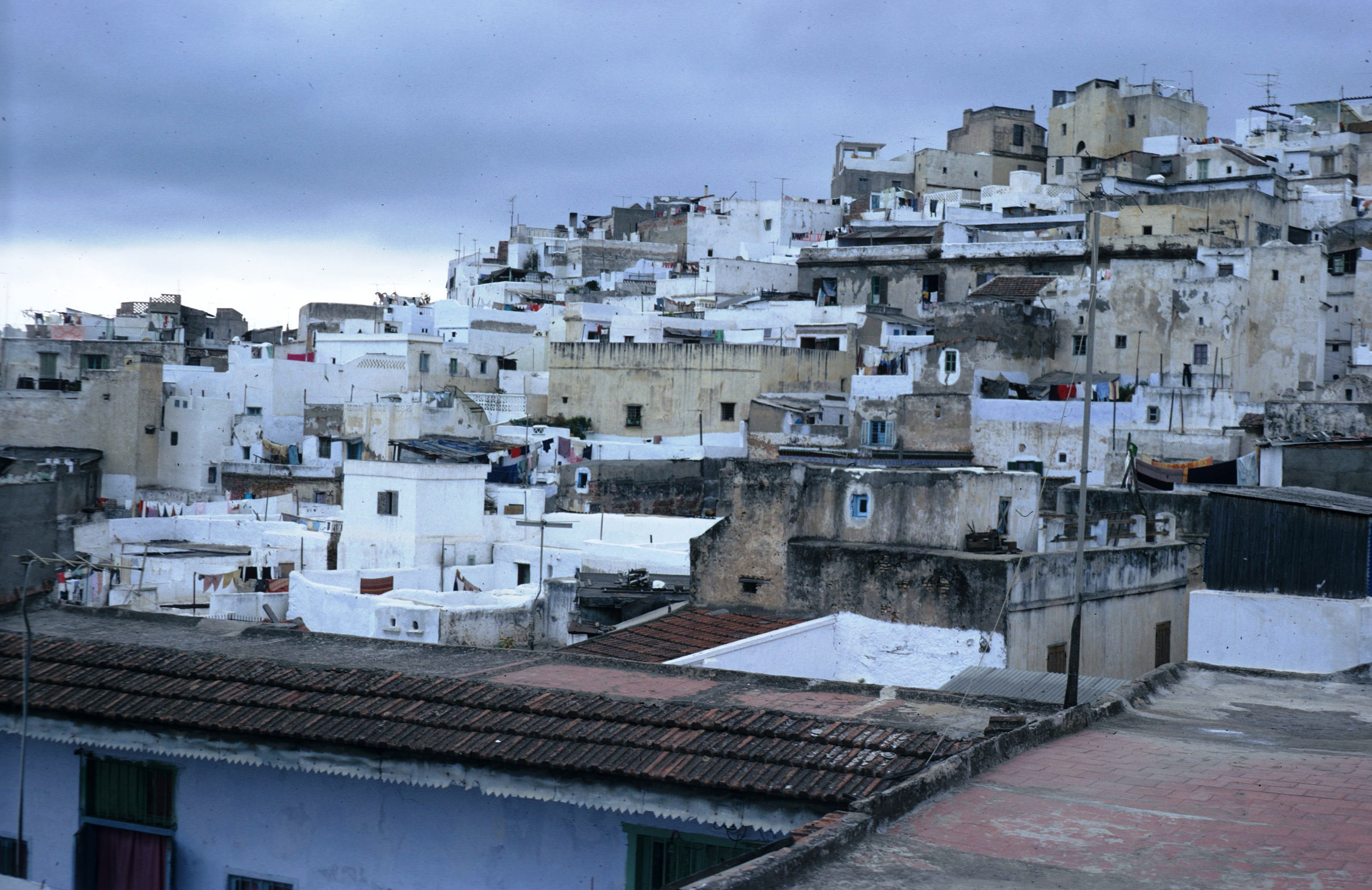